# Trimix
Trimix je směs kyslíku, dusíku a hélia, používaná pro potápění do hloubek větších než 40 m. Do směsi je přidáváno hélium, které ve směsi nahrazuje kyslík a dusík. Snížením obsahu těchto plynů jsou eliminovány jejich toxické a narkotické účinky na lidský organismus při dýchání pod vyšším parciálním tlakem.
Trimix rozdělujeme na Normoxický a Hypoxický.
- Normoxický trimix obsahuje 21 až 18 % kyslíku.
- Hypoxický trimix obsahuje méně než 18 % kyslíku.

Značení směsí: TMX 21/35 první číslo udává procentuální obsah kyslíku a druhé procentuální obsah hélia.